# Ailbe Ua Maíl Mhuaidh
Ailbe Ua Maíl Mhuaidh  (en inglés: Albin O'Molloy; ? - 1223) fue un obispo irlandés de Ferns.

## Biografía
Ua Maíl Mhuaidh nació en lo que actualmente es el norte del Condado de Tipperary. LLegó a ser un monje cisterciense en Baltinglass, y eventualmente escaló hasta transformarse en abad. Su familia, los Ua/Ó Maíl Mhuaidh (O'Molloy), clamaban ser descendientes de la rama Connachta, que más tarde sería llamada los Uí Néill del sur.
El antepasado de Ailbe, Fiachu mac Néill (fl. 507 – 514), fue uno de los Reyes de Uisnech; sus descendientes, los Cenél Fiachach, poseían tierras desde Birr hasta Uisnech en el sur de Westmeath y parte de Offaly.
El territorio sureño llegó a conocerse como Fir Cell (tierra de las iglesias) cubriendo gran parte de lo que ahora es el Condado Offaly, donde el apellido O'Molloy es aún muy común.

### Sermón en Dublín
En 1186, cuando el arzobispo de Dublín John Comyn presidió un sínodo en Catedral de la Santísima Trinidad, Ua Maíl Mhuaidh predicó un largo sermón sobre la contingencia clerical, en la que culpó al clero galés e inglés sobre todos los males que afectaban a Irlanda.

### Obispo de Ferns
Ua Maíl Mhuaidh fue nombrado poco después obispo de Ferns, cargo que Gerald de Gales había declinado. Estuvo presente en la coronación de Ricardo I de Inglaterra el 3 de septiembre de 1189. El 5 de noviembre de ese año,  fue conminado por el papa Inocencio III, con el Arzobispo de Tuam y el Obispo de Kilmacduagh, a excomulgar al Obispo de Waterford, quién había atacado al Obispo de Lismore. En 1205, Ua Maíl Mhuaidh recibió 10 chelines como regalo real, y el 3 de abril de 1206 fue recomendado por el rey al capítulo de Cashel para arzobispo.
En noviembre de 1207, Inocencio le envió una carta a Ua Maíl Mhuaidh donde aludió a una serie de personas que habían sido impropiamente ordenadas. El 17 de junio de 1208, fue enviado por el rey en una misión al Reino de Connaught. El 15 de septiembre de 1215, recibió protección mientras asistía a un consejo en Roma; y el 5 de septiembre de 1216 recibió custodia en el obispado de Killaloe.

### Muerte
Ailbe Ua Maíl Mhuaidh murió el 1 de enero de 1223. Matthew París habla de él de manera conspicua para su santidad. Ua Maíl Mhuaidh consagró la capilla hospicio en la abadía cisterciense de Waverley el 6 de noviembre de 1201, y dedicó cinco altares el 10 de julio de 1214. Los monjes de la Catedral de Winchester lo nombraron miembro de su fraternidad. Aparece como testigo de varias cédulas en el Cartulario de la abadía de Santa María de Dublín.

## Excomunión del Conde de Pembroke
William Marshal, primer conde de Pembroke, mientras se encontraba en Irlanda entre 1207 y 1213, se apropió de dos casas solariegas que pertenecían al Obispo de Ferns. Por esto, Ua Maíl Mhuaidh lo excomulgó; sin embargo, el conde abogó que sus actos los había realizado en tiempos de guerra, y retuvo las propiedades durante toda su vida.
Después de la muerte del Marshal, Ua Maíl Mhuaidh solicitó al rey en Londres la restitución de sus tierras. Enrique III suplicó el obispo la absolución del fallecido, pero Ua Maíl Mhuaidh rechazó hacerlo a no ser que le devolvieran las propiedades. Debido a esto, el joven conde de Pembroke y sus hermanos rechazaron su consentimiento, y Ua Maíl Mhuaidh entonces les maldijo, y predijo el fin de su estirpe.
La pelea aparentemente se transformó en una crisis en 1218. El 18 de abril de aquel año, se le prohibió a Ua Maíl Mhuaidh proseguir con su reclamo contra William, y el 25 de junio el papa Honorio III le solicitó al arzobispo de Dublín abogar por una reconciliación entre el obispo y el conde. No obstante, la línea masculina de los Marshall se extinguió con la muerte de Anselm Marshal, sexto conde de Pembroke, en 1245. Al igual que todos sus hermanos, no tuvo ningún hijo y la propiedad se dividió entre su herederas.

### La biografía de Abbán
Alrededor de 1218, Ua Maíl Mhuaidh escribió una biografía sobre Abbán de Mag Arnaide (Adamstown), quién murió aproximadamente en 520. Su interés en el santo estuvo en parte influenciada por el hecho de que Mag Arnaide era parte de la diócesis de Ferns, aunque también denotaba su gusto personal por el culto al santo tras un episodio donde Abbán convirtió a un hombre de rango real en el área y bautizó su hijo. Aun así, las circunstancias inmediatas qué incitaron la composición probablemente fueron políticas a consecuencia directa de su conflicto con la familia Marshal.